# João Ortiz
João Luis Ortiz Pérez (La Calera, Provincia de Quillota, Chile, 10 de febrero de 1991) es un futbolista chileno-peruano. Juega como lateral izquierdo y su equipo actual es Cienciano de la Liga1 de Perú. Es sobrino del exfutbolista peruano-chileno Eloy Ortiz e hijo de Antonio Ortíz Campos.  

## Trayectoria
Su debut profesional fue en el club de su natal La Calera, Unión La Calera, en donde tras buenos desempeños individuales, fue transferido a Palestino. 
Tras una temporada en el club árabe, fue presentado como refuerzo de uno de los grandes del país, Universidad de Chile. En la "U" su rendimiento fue pobre, por lo que no jugó mucho, aunque fue parte del plantel que cosechó algunos títulos.
Luego fue enviado a préstamo a varios clubes como: Deportes La Serena; Deportivo Municipal de Perú; Unión La Calera, donde consiguió el Torneo de Transición de Primera B 2017, y el ascenso a Primera División; Curicó Unido.
Regresó al Perú para jugar por Real Garcilaso y Sport Boys, luego lo hizo en Carlos A. Mannucci y después en el UTC de Cajamarca.

## Clubes
| Club                           | País  | Año       |
| ------------------------------ | ----- | --------- |
| Unión La Calera                | Chile | 2010-2014 |
| → Palestino (cedido)           | Chile | 2013-2014 |
| Universidad de Chile           | Chile | 2014-2018 |
| → Deportes La Serena (cedido)  | Chile | 2016      |
| → Deportivo Municipal (cedido) | Perú  | 2017      |
| → Unión La Calera (cedido)     | Chile | 2017      |
| Curicó Unido                   | Chile | 2018      |
| Real Garcilaso                 | Perú  | 2019      |
| Sport Boys                     | Perú  | 2020      |
| Deportes Melipilla             | Chile | 2021      |
| Carlos Mannucci                | Perú  | 2022      |
| UTC Cajamarca                  | Perú  | 2023      |
| Deportivo Municipal            | Perú  | 2024      |
| Cienciano                      | Perú  | 2025-     |

## Palmarés

### Campeonatos nacionales
| Título             | Club                 | País  | Año    |
| ------------------ | -------------------- | ----- | ------ |
| Primera División   | Universidad de Chile | Chile | 2014-A |
| Supercopa de Chile | Universidad de Chile | Chile | 2015   |
| Copa Chile         | Universidad de Chile | Chile | 2015   |
| Primera B de Chile | Unión La Calera      | Chile | 2017   |